# Künter Rothberg
Künter Rothberg, (* 13. březen 1984) je reprezentant Estonska v judu.
Vrcholovou karieru tohoto možného pokračovatele úspěchů Alexeje Budolina zabrzdilo zranění kolene koncem roku 2007. Samotné zranění nebylo tak vážné, jako pooperační komplikace, když do rány chytil infekci. Přišel tak o možnost bojovat o olympijské hry v Pekingu v roce 2008 a v dalších letech se na dřívější výkonnost nedostal.

## Výsledky
| Turnaj             | 2000 | 2001 | 2002 | 2003 | 2004 | 2005 | 2006 | 2007 | 2008 | 2009 | 2010 | 2011 | 2012 | 2013 |
| ------------------ | ---- | ---- | ---- | ---- | ---- | ---- | ---- | ---- | ---- | ---- | ---- | ---- | ---- | ---- |
| Mistrovství světa  | -    | dns  | -    | dns  | -    | dns  | -    | úč.  | -    | úč.  | úč.  | úč.  | -    | dns  |
| Mistrovství Evropy | dns  | dns  | dns  | dns  | dns  | úč.  | 3.   | úč.  | dns  | úč.  | úč.  | úč.  | úč.  | úč.  |
| ME do 23 let       | -    | -    | -    | dns  | dns  | úč.  | 5.   | -    | -    | -    | -    | -    | -    | -    |
| ME juniorů         | dns  | dns  | úč.  | úč.  | -    | -    | -    | -    | -    | -    | -    | -    | -    | -    |
| ME kadetů          | úč.  | -    | -    | -    | -    | -    | -    | -    | -    | -    | -    | -    | -    | -    |